# Lucio Flavio (futebolista)
Lucio Flavio dos Santos (Curitiba, 3 de fevereiro de 1979) é um treinador e ex-futebolista brasileiro que atuava como meio-campista. Atualmente comanda a Aparecidense.

## Carreira como jogador

### Paraná e Internacional
Lúcio Flávio foi revelado pelo Paraná Clube na segunda metade da década de 1990. Chegou a ter uma rápida passagem pelo Internacional, por empréstimo, mas retornou ao Tricolor em seguida. Atuando ao lado de jogadores como Vital, Ageu, Márcio e Maurílio, era o principal jogador do time e muito querido pelo torcedores paranistas. Chegou a ser convocado para a Seleção Brasileira Sub-20, onde jogou, entre outros jogadores, com Ronaldinho Gaúcho.

### São Paulo, Coritiba e Atlético Mineiro
Ao deixar o Paraná, transferiu-se para o São Paulo com a esperança de ser uma jovem promessa a despertar para o futebol nacional definitivamente. No entanto, o meia nunca se firmou no time paulista. Logo, começou sua peregrinação por vários clubes. Retornou ao estado do Paraná para defender o Coritiba, onde teve uma boa passagem. Jogou também no Atlético Mineiro, em 2003.

### São Caetano e Al-Ahli
No ano de 2004 foi para a equipe do São Caetano, que então disputava a Série A, e foi campeão paulista, feito inédito na história do clube. Lucio Flavio chegou a ser titular do time no início de sua passagem pelo Azulão. No entanto, amargou o banco de reservas por um tempo. Assim, foi levado ao Oriente Médio, onde defendeu as cores do Al-Ahli.

### Botafogo
Em 2006, o Botafogo o contratou para ser o "cérebro" do time, por empréstimo junto ao São Caetano, que ainda detinha seus direitos federativos. Ajudou o clube a vencer a Taça Guanabara mas, na final do Campeonato Carioca daquele ano, sofreu uma lesão no joelho que o deixou fora dos gramados por exatos sete meses. Mesmo sem condições de jogo, recebeu o carinho da torcida, que via o time ser campeão após oito anos, e da diretoria, que fez questão de renovar seu contrato. O jogador retornou ao time no dia 2 de novembro, na partida contra o Internacional, válida pelo Campeonato Brasileiro. Seu primeiro gol após a lesão foi contra o Goiás, de falta, no Maracanã, em partida que terminou empatada por 2–2.
A partir de 2007, passou a ser peça fundamental do time, contando com a confiança de Bebeto de Freitas, então presidente botafoguense. Nesse ano Lucio Flavio formou, ao lado de Zé Roberto, Dodô, Jorge Henrique, Túlio, Juninho, entre outros, a equipe que ficou conhecida como Carrossel Alvinegro. Comandado por Cuca, o time chegou a diversas decisões, embora tenha vencido apenas a Taça Rio daquele ano.

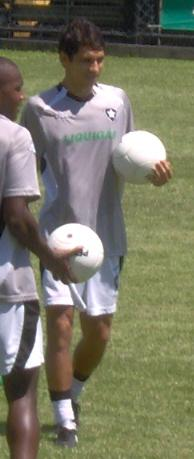
Lucio Flavio treinando pelo Botafogo em 2008

Em 2008, Lucio Flavio passou a ser o capitão do Botafogo e passou a liderar o time dentro de campo. No dia 23 de março, o meia chegou aos 100 jogos realizados pelo clube. A marca foi alcançada numa vitória por 7–0 contra o Macaé, válida pela Taça Rio, que o Fogão viria a conquistar. Na ocasião, Lucio Flavio teve boa atuação e marcou um gol na goleada. Vivendo grande fase naquele ano, o jogador foi eleito o craque do Campeonato Carioca. No dia 9 de outubro do mesmo ano, chegou ao gol de número 50 com a camisa alvinegra, marcando um golaço de cobertura, de fora da área, em jogo válido pelo Campeonato Brasileiro, contra o Vitória.

### Santos e retorno ao Botafogo
Após uma passagem curta e frustrada pelo Santos, em que não conseguiu apresentar o mesmo futebol que o fez ser contratado, Lucio Flavio acertou sua volta ao Botafogo no dia 27 de maio de 2009. No ano seguinte, conquistou pela segunda vez o Campeonato Carioca pelo clube.

### Atlas e Vitória
Em 2011, foi contratado pelo time mexicano Atlas, que o apresentou com muitas expectativas. Porém, mais uma vez não se adaptou e logo foi colocado na lista de transferíveis. Assim, em julho do mesmo ano, acertou sua contratação pelo Vitória para a disputa da Série B. Em junho do ano seguinte, após vários meses no banco de reservas e com atuações que não agradaram a torcida do rubro-negro baiano, teve seu contrato rescindido.

### Retorno ao Paraná
No dia seguinte à rescisão com o Vitória, Lucio Flavio acertou seu retorno ao time onde foi revelado, o Paraná, após 11 anos. Durante sua segunda passagem, o jogador era tido como ponto de referência e liderança no clube, sendo capitão e camisa 10.
No dia 11 de março de 2015, contra o Foz do Iguaçu, pelo Campeonato Paranaense, Lucio Flavio completou a marca de 300 jogos oficiais pelo Paraná, sendo o quarto jogador com mais partidas na história do clube. Em maio, porém, o meia anunciou que não renovaria seu contrato com o Paraná por conta da oferta da diretoria, o que incluiria uma redução salarial. Esse foi um dos fatores para que o camisa 10 não renovasse, além de seguidos meses de salários atrasados desde sua volta em 2012.

### Retorno ao Coritiba
Lucio Flavio acertou sua segunda passagem pelo Coritiba no dia 16 de junho de 2015, chegando para a disputa do Campeonato Brasileiro. Ao final da temporada, a diretoria do Coxa optou por não renovar seu contrato que iria até o fim do ano.

### ABC e aposentadoria
Em janeiro de 2016, foi anunciado como reforço do ABC para a disputa do Campeonato Potiguar, Copa do Nordeste, Copa do Brasil e da Série C. Após cinco meses sem marcar, Lucio Flavio encerrou esse jejum balançando as redes duas vezes na goleada por 4–0 diante o River-PI em partida válida pela Série C. Esses que foram seus primeiros gols com a camisa do Mais Querido.
Anunciou sua aposentadoria no dia 26 de janeiro de 2018, em uma entrevista ao canal do Esporte Interativo, no YouTube.

## Carreira como treinador
Lúcio Flávio iniciou a carreira de treinador no Paraná Clube, que o revelou, onde, em 2018, assumiu o cargo de auxiliar técnico. 

### Botafogo
Juntou-se ao Botafogo no ano de 2020, também como auxiliar técnico, suprindo as saídas de Paulo Autuori e Renê Weber.
Em 2022, após a saída de Enderson Moreira, comandou interinamente o Botafogo no Campeonato Carioca.
Com a chegada de Luís Castro, foi remanejado para o comando do chamado "Botafogo B", composto, em sua maioria, por atletas Sub-23, para a disputa do Campeonato Brasileiro de Aspirantes.
Com a saída de Castro, voltou à comissão técnica principal, tendo participado da transição, atuando como auxiliar do interino Cláudio Caçapa, até a chegada de Bruno Lage ao comando da equipe. Com a demissão de Lage, Lucio Flavio assumiu, interinamente, a equipe principal até o final do Campeonato Brasileiro, tendo o ex-zagueiro Joel Carli como seu auxiliar.
Em 14 de novembro de 2023, o Botafogo anunciou a sua demissão. Após a saída de Bruno Lage, Lucio Flavio comandou a equipe em sete jogos, sendo duas vitórias, um empate e quatro derrotas, perdendo a liderança do Campeonato Brasileiro após 31 rodadas.

### Aparecidense
Foi anunciado como novo treinador da Aparecidense no dia 9 de fevereiro de 2024, chegando para comandar a equipe na disputa do Campeonato Goiano e da Série C.
Em crise na Série C, a diretoria do Aparecidense demitiu o treinador após uma derrota por 2–1 para o Londrina. Ao todo durante sua passagem no clube, foram seis vitórias, cinco empates e oito derrotas — um aproveitamento de 40% dos pontos disputados.

### São Joseense
No dia 18 de novembro de 2024, Lucio Flavio foi anunciado como novo treinador do São Joseense para a disputa do Campeonato Paranaense de 2025.

## Títulos
Paraná
- Campeonato Paranaense: 1997
- Campeonato Brasileiro - Módulo Amarelo: 2000

São Paulo
- Supercampeonato Paulista: 2002

São Caetano
- Campeonato Paulista: 2004

Botafogo
- Campeonato Carioca: 2006 e 2010
- Taça Guanabara: 2006 e 2010
- Taça Rio: 2007, 2008 e 2010
- Copa Peregrino: 2008

ABC
- Copa RN: 2016
- Campeonato Potiguar: 2016

### Prêmios individuais
- Seleção do Campeonato Carioca: 2008[4]

### Recordes e marcas
- Maior artilheiro do Botafogo na Copa Sul-Americana: 7 gols[18]
- Maior artilheiro do Botafogo em finais no Clássico da Rivalidade: 3 gols[19]
- Maior artilheiro do Botafogo no Campeonato Carioca no século XXI: 31 gols[20]
- 2.º maior artilheiro do Botafogo no século XXI: 64 gols[21]
- 7.º maior artilheiro do Botafogo no Campeonato Brasileiro no século XXI: (28 gols)[22]